# Langueux
Langueux (tiếng Breton: Langaeg) là một xã của tỉnh Côtes-d'Armor, thuộc vùng Bretagne, tây bắc Pháp.

## Dân số
Người dân ở Langueux được gọi là Langueusiens.